# Oblideu Mozart
Oblideu Mozart (títol original: Vergeßt Mozart) és una pel·lícula d'intriga germano-txeca dirigida per Miloslav Luther el 1985 i protagonitzada per Armin Mueller-Stahl, Max Tidof i Wolfgang Preiss. Ha estat doblada al català

## Argument
Després de la mort de Wolfgang Amadeus Mozart, diverses persones que l'han conegut es reuneixen amb la finalitat d'establir la causa de la seva mort.

## Repartiment
- Max Tidof: Wolfgang Amadeus Mozart
- Armin Mueller-Stahl: Graf Pergen
- Catarina Raacke: Constanze Mozart
- Wolfgang Preiss: Baron Gottfried van Swieten
- Uwe Ochsenknecht: Direktor Emanuel Schikaneder
- Winfried Glatzeder: Antonio Salieri
- Kurt Weinzierl: Arzt
- Jan Biczycki: Diener
- Katja Flint: Magdalena Demel
- Andrej Hryc: Franz Demel
- Ladislav Chudík: Joseph Haydn
- Zdenek Hradilák: Josep II
- Juraj Hrubant: Fígaro
- Andrej Malachovsky: Sarastro
- Lubomír Kostelka: Thorwald